# ディー・ブラウン (1984年生のバスケットボール選手)
ディー・ブラウン（Dee Brown、1984年8月17日 - ）はアメリカ合衆国ミシシッピ州ジャクソン出身のバスケットボール選手。現在はブルガリアでプレーしている。ポジションはポイントガード。

## 経歴
イリノイ州の高校に入学した彼は州のミスターバスケットボール、マクドナルド・オールアメリカンなどに選出された。またバスケットボールだけでなくアメリカンフットボールも行っておりクォーターバックとして7試合に出場しパスとランで合計1800ヤード以上を獲得、16タッチダウンをあげた。フロリダ州立大学、ネブラスカ大学などの強豪からアメリカンフットボールでのリクルーティングを受けたがバスケットボールを続けることを選びイリノイ大学に進学した。
1年次は32試合中31試合に先発ガードとして出場しビッグ・テン・カンファレンスのスティール王になった。2年次にはチームメートのデロン・ウィリアムス、ルーサー・ヘッド、ロジャー・パウエル、ジェームス・オーガスティンと共に活躍し1952年以来となるビッグ・テン・カンファレンスチャンピオンを大学にもたらした。NCAAトーナメントで第5シードとなった彼らは14ポイント8アシストをあげる活躍で第4シードのシンシナティ大学を破りファイナルフォーに進出したが第1シードのデューク大学に敗れてベスト4でシーズンを終えた。
3年次にも彼とウィリアムス、ヘッドの3人のガードの活躍でチームは37勝2敗でレギュラーシーズンを終えた。彼はオールアメリカンのファーストチームに選ばれると共にウッデン賞のファイナリストにもなった。この年彼はドラフトにアーリーエントリーすることも考えていたがドラフト直前のキャンプで足を負傷したため、4年次も大学でプレーすることを選択した。
4年次にはウィリアムス、ヘッドがNBA入りし、彼とオーガスティンがチームをひっぱり26勝7敗でレギュラーシーズンを終えて3年連続でNCAAトーナメントに出場したが2回戦で敗れた。シーズン終了後彼はAP通信が選ぶオールアメリカンセカンドチーム、ボブ・クージー賞に選ばれた。
大学を卒業後、2006年のNBAドラフト2巡目でユタ・ジャズに指名されたが当初チームから契約のオファーはなく、トレーニングキャンプでロースターに残る争いを続けた。8月29日にようやくチームと契約を結び大学時代のチームメート、ウィリアムス、パウエルと再びチームメートとなった。11月14日のロサンゼルス・クリッパーズ戦で初得点をあげた。この年49試合に出場し平均得点は2点を下回った。2007-08年シーズンをターキッシュ・バスケットボール・リーグのガラタサライ・カフェクラウンで過ごし2008年、ワシントン・ウィザーズに入団、ギルバート・アリーナスの負傷欠場もあり先発ポイントガードとして11試合連続出場を果たしたが12月10日にマイク・ジェームス、ジャバリス・クリッテントンがトレードで加入し、彼はカットされた。ウィザーズでの出場は17試合であった。同年12月23日にフェニックス・サンズに加入し控えのポイントガードとして期待されたがわずか2試合のみの出場でカットされた。翌年1月に入りマッカビ・テルアビブBCと契約、カルロス・アローヨのバックアップとなりシーズン終了まで在籍した。2009年8月にセリエAのScandone Avellinoと契約し入団した。